# Nastocerus brevipennis
Nastocerus brevipennis là một loài bọ cánh cứng trong họ Cerambycidae.